# Алман (Вісконсин)
Алман (англ. Almon) — місто (англ. town) в США, в окрузі Шавано штату Вісконсин. Населення — 575 осіб (2020).

## Демографія
Згідно з переписом 2010 року, у місті мешкали 584 особи в 238 домогосподарствах у складі 170 родин. Було 313 помешкання
Расовий склад населення:
| - 92,8 % — білих - 2,1 % — корінних американців - 0,7 % — чорних або афроамериканців - 0,2 % — вихідців з тихоокеанських островів - 2,1 % — осіб інших рас |

До двох чи більше рас належало 2,2 %. Частка іспаномовних становила 3,3 % від усіх жителів.
За віковим діапазоном населення розподілялося таким чином: 21,1 % — особи молодші 18 років, 59,4 % — особи у віці 18—64 років, 19,5 % — особи у віці 65 років та старші. Медіана віку мешканця становила 45,1 року. На 100 осіб жіночої статі у місті припадало 115,5 чоловіків;  на 100 жінок у віці від 18 років та старших — 109,5 чоловіків також старших 18 років.
Середній дохід на одне домашнє господарство  становив 60 560 доларів США (медіана — 49 286), а середній дохід на одну сім'ю — 68 027 доларів (медіана — 53 281). Медіана доходів становила 35 625 доларів для чоловіків та 31 058 доларів для жінок. За межею бідності перебувало 17,6 % осіб, у тому числі 2,2 % дітей у віці до 18 років та 45,6 % осіб у віці 65 років та старших.
Цивільне працевлаштоване населення становило 264 особи. Основні галузі зайнятості: виробництво — 19,7 %, освіта, охорона здоров'я та соціальна допомога — 18,9 %, сільське господарство, лісництво, риболовля — 13,3 %, роздрібна торгівля — 12,1 %.